# ДОТ оборонительного рубежа «Ижора» (музей)
«ДОТ оборонительного рубежа „Ижора“» — музей, расположенный в Санкт-Петербурге и посвящённый ведению боевых действий в данной местности в период Великой Отечественной войны и блокады города.
Долговременная огневая точка (ДОТ) номер 204, в которой расположился музей, была построена в 1943 году в период блокады Ленинграда в составе оборонительного рубежа «Ижора». ДОТ был построен по типовому проекту № 117.I от 1940 года.
Музей находится по адресу: улица Димитрова, дом 43А, площадка Радиоцентра.

## Описание музея
Музей размещён в ДОТе, построенном к октябрю 1943 года в ходе обороны Ленинграда для защиты южных рубежей города. На данном участке фронта войска вермахта не смогли продвинуться к границе городской застройки и в боевых действиях ДОТ участия не принимал.
Экспозиция музея включает в себя образцы вооружения и обустройства быта бойцов, нёсших службу в этом и аналогичных ДОТах при долговременной обороне, а также восстановленное и отреставрированное здание ДОТа и воссозданных дерево-земляных укреплений и строений, расположенных на прилегающей территории.
В экспозиции находятся предметы жизни и быта гарнизона, образцы личного вооружения и личных вещей военнослужащих, а также образцы предметов технического оснащения ДОТа. Также одним из создателей музея является петербургский краевед Денис Шаляпин.
Значительная часть экспозиции музея представлена подлинными вещами того времени, находящимися сейчас в рабочем состоянии.
В окрестностях ДОТа находятся свыше 80 земляных сооружений — траншеи, блиндажи, позиции орудий, дерево-земляные огневые точки.
ДОТ, в котором расположился музей, в 2015 году по решению Комитета по государственному контролю, использованию и охране памятников (КГИОП), был внесён в список единого государственного реестра объектов культурного наследия народов Российской Федерации в качестве объекта культурного наследия регионального значения. ДОТ находится в составе «Комплекса фортификационных и оборонительных сооружений Ленинграда 1920-х — 1940-х годов».
К 2023 году на участке оборонительного рубежа «Ижора» были воссозданы несколько сооружений, в частности: блиндаж (на историческом основании), бронированная скрывающаяся огневая точка с башней танка Т-60, дзот с бронированной пулемётной заслонкой ПЗ-40, дерево-земляное укрытие лёгкого типа для отдыха личного состава.

## История музея

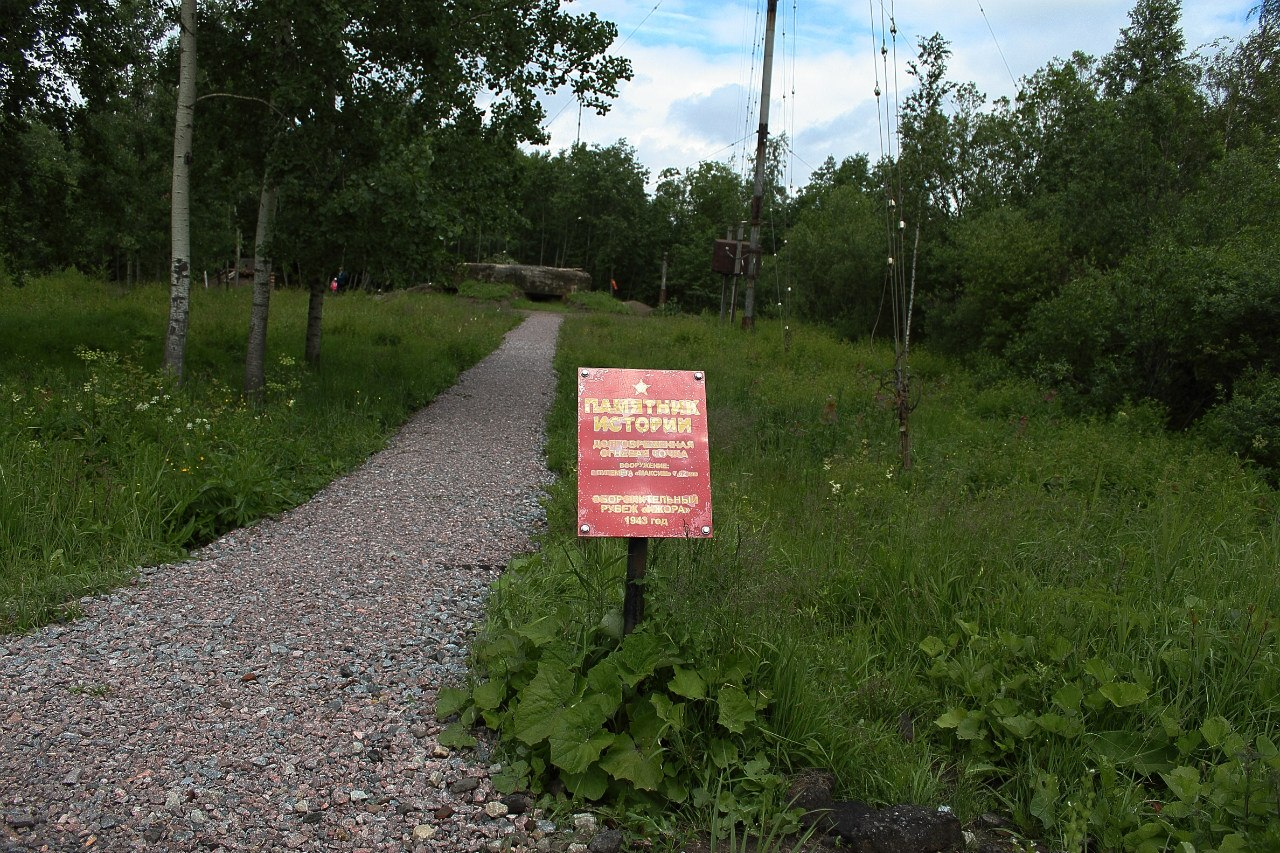
Пешеходная дорожка, ведущая к музею от улицы Димитрова

В 1943 году в лесу в окрестностях ДОТа построили ретрансляционную радиостанцию с несколькими десятками принимающих и передающих антенных мачт. Местность получила название «радиополе» или «антенные поля». Благодаря закрытому характеру объекта расположенные на его территории сооружения сохранились и формируют единственный сохранившийся участок южных рубежей обороны Ленинграда. В 2018 году Росимущество передало выведенную из эксплуатации территорию из федеральной собственности в распоряжение городского комитета имущественных отношений.
Музей был основан в 2014 году. Годом ранее начались подготовительные работы, стартовавшие с осени 2013 года, когда начались ремонтные работы по восстановлению самого ДОТа и территории.
Работы по организации музея были начаты несколькими частными военно-историческими организациями — «Клубом истории фортификации», клубом «Все 4х4», участниками движения «Красивый Петербург», а также участниками проекта «Неизвестное Купчино». Проект получил поддержку депутатов городского муниципального образования № 75 и в частности Павла Швеца.
Музей был официально открыт 18 января 2014 года, в годовщину празднования Дня прорыва блокады Ленинграда.
В музее регулярно проводятся бесплатные экскурсии, попасть на которые можно по записи. Также экскурсии в музее делаются к памятным датам, связанным с блокадой и войной.
В 2021 году прилегающая к музею территория площадью 11.25 га была включена в список зелёных насаждений общего пользования.
По состоянию на 2023 год ДОТ расположен в мелколесье — небольшой зелёной зоне площадью 19 га между парком Героев-Пожарных и Софийской улицей. Известны планы городского правительства о присоединении этой зоны к парку Героев-Пожарных, подготавливается проект благоустройства территории.